# Willem Frederik van Dijk
Willem Frederik van Dijk (10 mei 1913 – 27 december 1993) was een Nederlands politicus van de ARP.
Hij was hoofdcommies en chef van de afdeling algemene zaken bij de gemeentesecretarie van Zwollerkerspel voor hij in maart 1958 benoemd werd tot burgemeester van de gemeente Wijk en Aalburg en de gemeente Veen. Precies zeven jaar later werd Van Dijk bovendien burgemeester van de gemeente Eethen. In januari 1973 fuseerden die gemeenten tot de gemeente Aalburg waarvan hij de burgemeester werd. In juni 1978 ging hij met pensioen en verhuisde hij met z'n gezin naar Ede. Later was hij nog actief binnen de RPF en eind 1993 overleed Van Dijk op 80-jarige leeftijd.
- Nederlandse Thesaurus van Auteursnamen: 112690149
- Virtual International Authority File: 284200381
- WorldCat: E39PBJtGVCGvPkJQy6Vp8JCvpP